# Jack Dromey
John Eugene Joseph Dromey  (Brent, 29 de septiembre de 1948-Birmingham, 7 de enero de 2022) fue un político y sindicalista británico que se desempeñó como miembro del parlamento (MP) de Birmingham Erdington desde 2010 hasta su muerte. Miembro del Partido Laborista, fue secretario general adjunto de Unite de 2003 a 2010.
Dromey se unió al frente laborista, bajo el liderazgo de Ed Miliband, como ministro en la sombra de Vivienda desde 2010 hasta 2013, cuando fue designado ministro en la sombra de Policía. Permaneció en el cargo después de la elección de Jeremy Corbyn como líder hasta su renuncia en junio de 2016, pero regresó al frente como ministro en la sombra de Trabajo en octubre de 2016. Fue nombrado ministro en la sombra de Pensiones y continuó desempeñando el cargo bajo Keir. Starmer hasta 2021, cuando se unió al equipo de la Oficina del Gabinete en la sombra como Pagador General en la sombra.
Antes de su elección al Parlamento, fue secretario general adjunto del Sindicato de Trabajadores Generales y del Transporte y tesorero del Partido Laborista. Dromey estaba casado con la parlamentaria Harriet Harman, exvicepresidenta del Partido Laborista y ministra del gabinete.

## Primeros años y carrera
Dromey nació el 29 de septiembre de 1948 de padres irlandeses en Brent, Middlesex, y se crio en Kilburn, Londres. Fue educado en Cardinal Vaughan Memorial School, Holland Park, que era una escuela primaria en ese momento.

### Como sindicalista
A principios de la década de 1970, mientras trabajaba en el Brent Law Centre, Dromey fue elegido presidente de su sección del Transport and General Workers' Union (TGWU) y delegado del Brent Trades Council. En 1973 asumió un papel de liderazgo en la planificación de la ocupación de Center Point, junto con los destacados activistas de Vivienda y Acción Directa Jim Radford y Ron Bailey. Este evento de alto perfil fue diseñado para resaltar y publicitar la injusticia percibida del desarrollo de edificios más destacado (y más alto) de Londres, que incluía una serie de apartamentos de lujo, permaneciendo vacío durante años consecutivos mientras decenas de miles de personas languidecían en listas de espera de viviendas en todo el mundo. la capital. El evento se pospuso en 1973 pero finalmente se llevó a cabo con éxito en enero del año siguiente.
Dromey se ganó una reputación como orador y organizador efectivo en el movimiento sindical y a través de su participación en el Brent Trades Council y la Greater London Association of Trades Councils, quienes lo enviaron como delegado al Consejo Regional del Sureste del Congreso de Sindicatos. Dromey asistió al "Juicio de Luanda" de 1976, también conocido como "Juicio de los mercenarios" en Luanda, Angola, como "observador".
Como secretario del Consejo de Comercio local, también desempeñó un papel destacado en el apoyo a la huelga en el laboratorio de procesamiento de películas de Grunwick, que duró de 1976 a 1978. La fuerza laboral asiática de Grunwick, en su mayoría femenina, se declaró en huelga para exigir que el jefe de la empresa, George Ward, reconociera su Unión; en cambio, Ward despidió a los huelguistas, lo que provocó una confrontación de dos años que involucró piquetes masivos y algo de violencia. La huelga finalmente fracasó.
Dromey fue nombrado secretario general adjunto de TGWU, después de haber perdido las elecciones de 2003 para secretario general frente a Tony Woodley por un amplio margen.

## Controversias

### Vínculos entre NCCL y PIE
Dromey fue miembro del comité ejecutivo del Consejo Nacional para las Libertades Civiles (NCCL; ahora Liberty) en la década de 1970 durante un período en el que Pedophile Information Exchange (PIE) se había convertido en miembro corporativo de NCCL. Dromey negó apoyar a PIE o sus objetivos, afirmando que se opuso activamente a los vínculos entre los dos grupos y votó a favor de la expulsión del grupo en la Asamblea General Anual de NCCL.

### Efectivo para noblezas
El 15 de marzo de 2006, durante el escándalo Cash for Peerages, Dromey dijo que no estaba al tanto, a pesar de ser el tesorero del Partido Laborista, de los 3,5 millones de libras esterlinas prestados al Partido Laborista en 2005 por tres personas que posteriormente fueron nominadas para títulos nobiliarios vitalicios (Chai Patel, Sir David Garrard y Barry Townsley). Los préstamos hechos en términos comerciales, como se afirmó que era el caso aquí, no están sujetos a requisitos de información a la Comisión Electoral. . 
Dromey declaró públicamente que ni él ni el presidente del Comité Ejecutivo Nacional (NEC) elegido por los laboristas, Sir Jeremy Beecham, tenían conocimiento o participación en los préstamos, y que se había enterado de ellos cuando los leyó en los periódicos. Dromey afirmó que lo consultaban regularmente sobre préstamos bancarios convencionales. Además de anunciar su propia investigación, pidió a la Comisión Electoral que investigue el tema de los partidos políticos que toman préstamos de fuentes no comerciales. Su informe fue discutido por el NEC el 21 de marzo de 2006.

### Escándalo de donaciones del Partido Laborista
Dromey se vio envuelto en otro escándalo financiero en 2007, ya que era responsable de las finanzas del partido, que incluían más de 630.000 libras esterlinas en donaciones ilegales de David Abrahams. Dromey nuevamente afirmó no saber nada de las donaciones, y los críticos se preguntaron por qué no había examinado el tema más de cerca. Harriet Harman, la esposa de Dromey, también se vio envuelta en el asunto, ya que su personal había solicitado y aceptado donaciones por un total de £ 5,000.

## Carrera parlamentaria

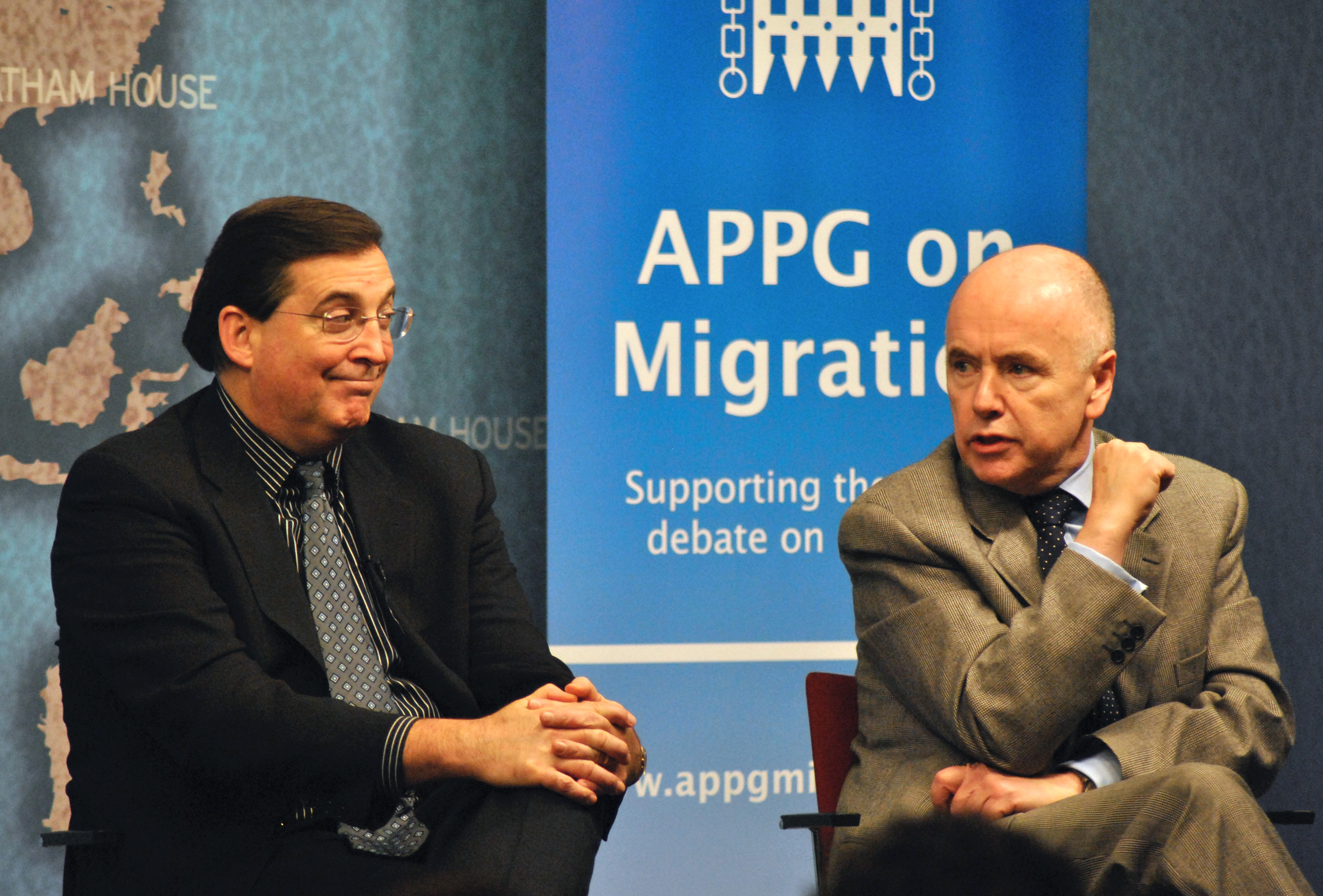
Dromey (derecha) con Frank Sharry en Chatham House en 2011

Dromey primero trató de presentarse a los laboristas en las elecciones generales de 1997, pero no logró llegar a la lista de finalistas para el distrito electoral de Pontefract y Castleford.
Volvió a buscar un asiento seguro en 2007, cuando había planes para convocar elecciones generales. Peter Watt, el entonces secretario general laborista, reveló más tarde que Unite the Union había donado un millón de libras esterlinas en el supuesto de que Dromey obtuviera la nominación para el asiento seguro de Wolverhampton North East.
En agosto de 2009, se reveló que altos cargos laboristas pensaban que era probable que Dromey fuera seleccionado en el distrito electoral de Leyton y Wanstead para las elecciones generales de 2010. El presidente del Partido Laborista de la circunscripción de Leyton y Wanstead dijo que estaría "algo agraviado" si se seleccionara a Dromey y la esposa de Dromey, Harriet Harman, hubiera hecho campaña para que las listas de preselección de mujeres ocuparan puestos seguros. Los candidatos del partido para la circunscripción debían anunciarse en noviembre de 2009, aunque esto se retrasó al menos dos meses, y The Daily Telegraph alegó que el anuncio se haría en el último minuto posible para que Dromey pudiera imponerse como el candidato usando reglas de emergencia. En enero de 2010 se reveló que el escaño no estaría sujeto a una preselección de mujeres, pero el Partido Laborista de la Circunscripción posteriormente seleccionó al exdiputado de Hornchurch John Cryer como su candidato el 27 de febrero.
En febrero de 2010, Siôn Simon, diputado laborista por Birmingham Erdington desde 2001, anunció su intención de dimitir ante las inminentes elecciones generales. El NEC del Partido Laborista anunció rápidamente que Birmingham Erdington tendría una lista abierta. Se confirmó que Dromey había hecho esa lista corta. El 27 de febrero de 2010, se confirmó que Dromey había sido seleccionado como candidato del Partido Laborista para Birmingham Erdington. Fue elegido el 6 de mayo de 2010.
En noviembre de 2011, John Lyon, el comisionado parlamentario de estándares, inició una investigación sobre las denuncias de que Dromey no había declarado miles de libras en salario. La entrada de Dromey en el registro de intereses de los miembros indicaba que había rechazado su salario de Unite desde que ingresó al Parlamento. Sin embargo, en octubre de 2011 cambió su entrada para indicar "Entre las elecciones generales y el 30 de octubre de 2010, recibí 27.867 libras esterlinas en salario". Dromey se disculpó ante la Cámara de los Comunes el 19 de enero de 2012 en relación con este error.
Apoyó a Owen Smith en el intento fallido de reemplazar a Jeremy Corbyn en las elecciones de liderazgo laborista de 2016.

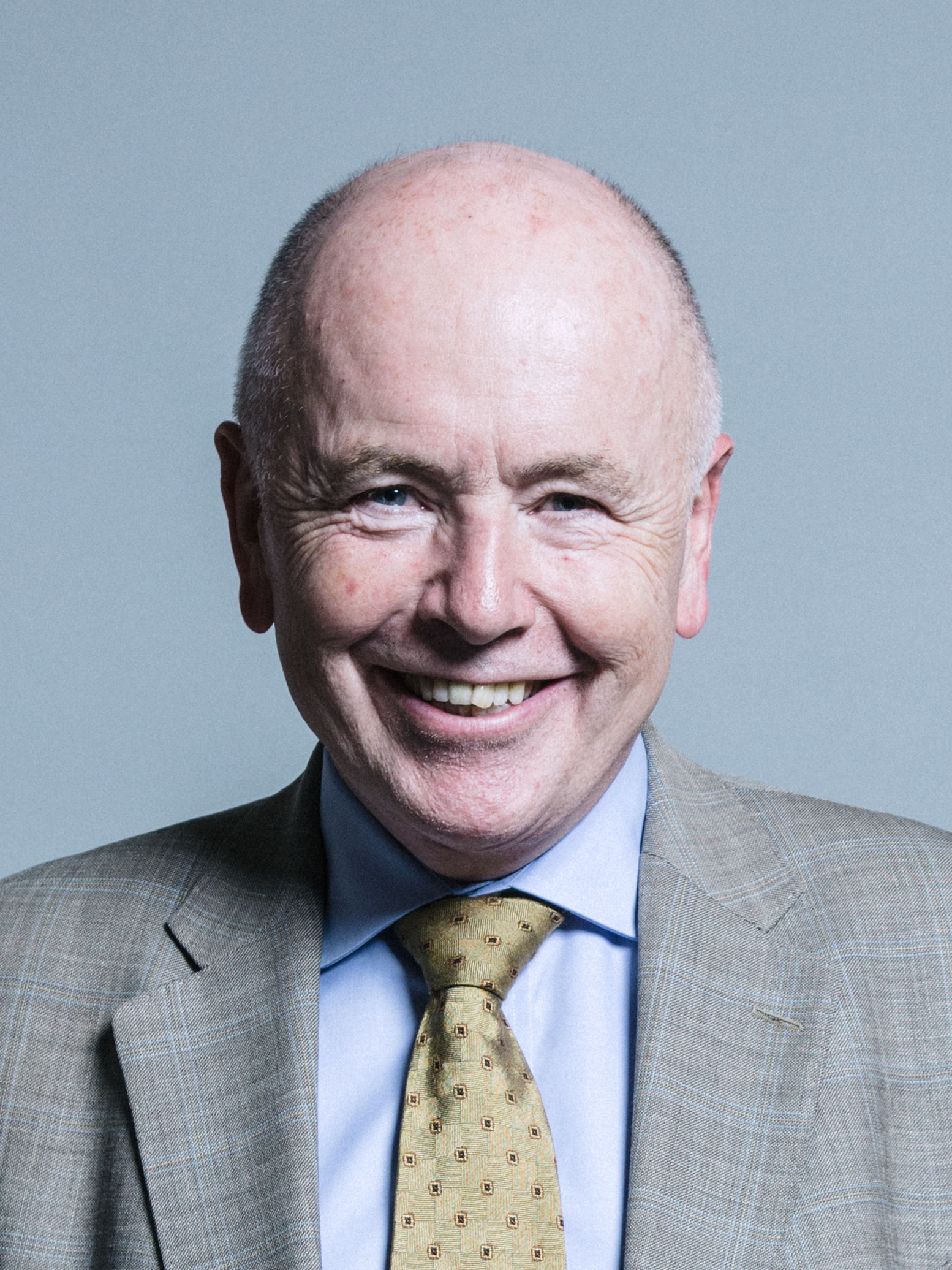
Retrato oficial, 2017

Dromey retuvo su escaño en las elecciones generales de 2019; aunque su mayoría se redujo a diez puntos porcentuales, obtuvo más del 50 por ciento de los votos.s.
En enero de 2021, Dromey pasó al equipo de la Oficina del Gabinete en la Sombra, dirigido por Rachel Reeves, como Pagador General en la Sombra. En diciembre de 2021, durante la reorganización del equipo ministerial en la sombra, fue nombrado ministro en la sombra de Inmigración. Sin embargo, como murió un mes después, solo pronunció un discurso parlamentario en este cargo en un debate en el Salón de Westminster sobre el plan de reasentamiento afgano justo el día antes de su muerte.

## Vida personal y muerte
Dromey se casó con Harriet Harman en 1982 en el distrito de Brent, después de conocerla en el piquete de la disputa de Grunwick en 1977; Harman fue asesor legal del Comité de huelga de Grunwick. Tuvieron tres hijos: Harry (nacido en febrero de 1983), Joseph (nacido en noviembre de 1984) y Amy (nacida en enero de 1987), que tomó el apellido de Harman. La colega laboral Patricia Hewitt es madrina de uno de sus hijos. Su hijo Joe fue concejal en el distrito londinense de Lewisham entre 2014 y 2021. Tenían una casa en Suffolk, además de una casa en Herne Hill, al sur de Londres.
La pareja decidió enviar a sus hijos a escuelas selectivas, tema de comentarios negativos en ese momento. Dromey sirvió durante diez años en el ejecutivo del Consejo Nacional para las Libertades Civiles, un grupo de presión para el cual Harman trabajó como oficial legal. Dromey, cuyos padres eran de los condados de Cork y Tipperary, fue un firme defensor de los asuntos irlandeses en el Parlamento y en su distrito electoral de Birmingham, y siempre estuvo presente en el desfile anual del Día de San Patricio de la ciudad.
Dromey murió de insuficiencia cardíaca en su apartamento de Birmingham el 7 de enero de 2022, a la edad de 73 años. El ex primer ministro Tony Blair describió a Dromey como un "incondicional del movimiento laborista y sindical", mientras que Gordon Brown dijo que había perdido "un amigo, colega y gran humanitario que nunca dejó de luchar por la justicia social". Las banderas del Parlamento se bajaron a media asta y la presidenta de la Cámara de los Comunes, Lindsay Hoyle, dijo que los parlamentarios estaban "incrédulos de que la fuerza vital que era Jack Dromey haya muerto".
Su funeral se llevó a cabo el 31 de enero de 2022 en la iglesia de St Margaret, Westminster. Entre los asistentes se encontraban Hoyle, Blair, Brown, Ed Balls, Andrew Marr y los parlamentarios Ed Miliband, Lisa Nandy y Jacob Rees-Mogg. Hablando en el servicio, Brown dijo que Dromey "hizo y rehizo la historia".